# Uğur Çiftçi
Uğur Çiftçi (* 4. května 1992 Sivas) je turecký profesionální fotbalista, který hraje na pozici levého obránce za turecký klub Sivasspor. V roce 2013 odehrál také 1 utkání v dresu turecké reprezentace.

## Klubová kariéra
V Turecku debutoval v profesionální kopané v klubu Gençlerbirliği SK z Ankary. V letech 2011–2013 hostoval v Hacettepe SK.

## Reprezentační kariéra
Çiftçi nastupoval v turecké mládežnické reprezentaci U21.
V A-mužstvu Turecka debutoval 19. 11. 2013 v přátelském utkání proti týmu Běloruska (výhra 2:1).